# Asplenium stenochlaenoides
Asplenium stenochlaenoides är en svartbräkenväxtart som beskrevs av Cornelis Rugier Willem Karel van Alderwerelt van Rosenburgh. Asplenium stenochlaenoides ingår i släktet Asplenium och familjen Aspleniaceae. Inga underarter finns listade.